# 7 (album de Keen'V)
Pour les articles homonymes, voir Sept (homonymie).
Albums de Keen'V
Là où le vent me mène
(2015) Thérapie
(2019)
7 est le septième album de Keen'V sorti le 7 juillet 2017. L'album est composé de 14 titres.
En avril 2018, il est certifié disque de platine après avoir franchi la barre des 100 000 ventes.

## Liste des pistes
| Édition standard | Édition standard                          | Édition standard | Édition standard | Édition standard | Édition standard | Édition standard | Édition standard | Édition standard | Édition standard |
| No               | Titre                                     | Durée            |                  |                  |                  |                  |                  |                  |                  |
| ---------------- | ----------------------------------------- | ---------------- | ---------------- | ---------------- | ---------------- | ---------------- | ---------------- | ---------------- | ---------------- |
| 1.               | Donne-moi un son                          | 3:20             |                  |                  |                  |                  |                  |                  |                  |
| 2.               | Elle a                                    | 3:06             |                  |                  |                  |                  |                  |                  |                  |
| 3.               | Le plus beau des cadeaux (avec Lorelei B) | 3:30             |                  |                  |                  |                  |                  |                  |                  |
| 4.               | Privilégié                                | 3:19             |                  |                  |                  |                  |                  |                  |                  |
| 5.               | Le chemin de la vie                       | 3:27             |                  |                  |                  |                  |                  |                  |                  |
| 6.               | Le jour se lève                           | 3:22             |                  |                  |                  |                  |                  |                  |                  |
| 7.               | Une semaine avec elle                     | 3:25             |                  |                  |                  |                  |                  |                  |                  |
| 8.               | Un métier sérieux                         | 3:14             |                  |                  |                  |                  |                  |                  |                  |
| 9.               | Je vais te faire (avec Timoys)            | 3:57             |                  |                  |                  |                  |                  |                  |                  |
| 10.              | Là, c'est trop                            | 3:18             |                  |                  |                  |                  |                  |                  |                  |
| 11.              | Je n'y arriverai pas                      | 3:50             |                  |                  |                  |                  |                  |                  |                  |
| 12.              | N'importe quoi                            | 3:10             |                  |                  |                  |                  |                  |                  |                  |
| 13.              | Rendez-vous (avec Nawaach)                | 3:26             |                  |                  |                  |                  |                  |                  |                  |
| 14.              | Ne l'oublie jamais                        | 3:12             |                  |                  |                  |                  |                  |                  |                  |
| 47:36            |                                           |                  |                  |                  |                  |                  |                  |                  |                  |

## Classement
Le jour de sa sortie, il se classe numéro 1 des ventes sur Itunes. Keen'V entre directement numéro un des ventes d'album en France avec 27.860 exemplaires. Numéro un en physique et digital, Keen'V bat le record du rappeur Jul et son propre record avec l'album Là où le vent me mène qui avait fait 26 000 ventes en une semaine.
En avril 2018, l'album a atteint 100 000 ventes. et donc disque de platine.

## Style
- Ragga
- reggaeton
- Afro
- Merengue[4]

## Informations relatives à l'album
Keen'V sort le premier extrait intitulé Elle A. Il publie deux nouvelles musiques Le chemin de la vie et Le jour se lève, sur les sites de téléchargement légaux (Itunes, Deezer, Spotify). Fin juin, Keen'V publie des vidéos sur son compte officiel Twitter où on peut voir Sébastien Cauet, Rayane Bensetti, Amir Haddad, Laëtitia Milot, Laurence Boccolini, Christophe Beaugrand, Ridsa ou encore Denitsa Ikonomova donner leur avis sur l'album 7.
Le 15 septembre 2017, il annonce sur son compte officiel Twitter la ressortie prochaine de son album sous le nom de 7 (1/2) avec une pochette orange/rouge, et que la réédition comptera 7 titres bonus avec des titres aussi bien osés que tristes. La date de sortie serait prévue pour le mois de novembre.